# Florence Duperval Guillaume

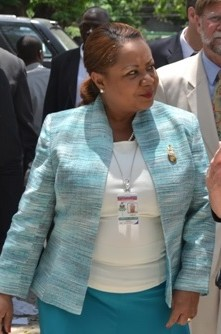
Florence Duperval Guillaume (2012)

Florence Duperval Guillaume (geboren als Florence Duperval) ist eine haitianische Medizinerin, hohe Beamtin und Politikerin, die Gesundheitsminister sowie kurzzeitig Premierminister und Planungsminister ihres Landes war.

## Leben und politisches Wirken
Guilliaume besuchte die Schule der Soeurs du Sacre Coeur im Stadtteil Turgeau der haitianischen Hauptstadt Port-au-Prince. Sie studierte an der Université d’État d’Haïti Humanmedizin und promovierte im Jahr 1987 zum Doktor der Medizin. Die Spezialisierung auf das Gebiet der Pädiatrie ist auf ihr Praktikum im sozialen Dienst des Ortes Arniquet (zwischen Port Salut und Les Cayes im Südwesten) zurückzuführen.
Guilliaume arbeitete zunächst als Ärztin in der Universitätsklinik der Université d'État d'Haïti. Sie gehörte der ersten Studiengruppe Haitis an, die sich der Untersuchung des Kaposi-Sarkoms widmete und in diesem Rahmen große Fortschritte bei der Erforschung des HIV/AIDS Syndroms machte. Diese Arbeiten waren der Beginn ihrer Laufbahn im öffentlichen Gesundheitswesen, die sie zunächst an die School of Public Health der University of Michigan, dann nach Harvard und an mehrere andere Institute für öffentliche Gesundheitsversorgung führte.
Seit dem Jahr 1995 arbeitete Guilliaume für die Behörde der Vereinigten Staaten für internationale Entwicklung USAID, für die in Haiti Fragen der medizinischen Versorgung der Bevölkerung ein Schwerpunkt ist. Bis zu ihrer Ernennung zur Ministerin für öffentliche Gesundheit sammelte sie hier umfassende Erfahrungen.
Vom 18. Oktober 2011 bis zum 23. März 2016 war sie Gesundheitsministerin Haitis. Präsident Michel Martelly machte sie nach dem Rücktritt von Laurent Lamothe gem. Art. 165 der Verfassung Haitis von 1987 am 21. Dezember 2014 zur interimistischen Regierungschefin, bis Evans Paul am 17. Januar 2015 das Amt des Premierministers übernahm. In der Übergangszeit nahm sie auch die Aufgaben des Ministers für Planung und Zusammenarbeit wahr.
Nach der Zeit in der Regierung kehrte sie zu USAID zurück, um als Länderdirektorin des Projekts Global Health Supply Chain Management - Procurement and Supply Management (GHSC-PSM) tätig zu sein.
Sie wurde im Jahr 2022 für das Amt der Direktorin der Panamerikanischen Gesundheitsorganisation (OPS) nominiert. Ihre Kandidatur erfolgte vor dem Hintergrund, dass Haiti mit den geringsten Fall- und Todeszahlen der Region aus der Krise der Covid-19-Pandemie hervorgegangen war. Sie war die erste Kandidatin aus Haiti und wurde von allen Staaten der Karibik unterstützt, jedoch nicht gewählt.